# Natalia Zeta
Natalia Zeta (* 29. Dezember 1983 in Santander, Spanien) ist eine ehemalige spanische Pornodarstellerin.
Zeta bekam Anfang 2005, als sie in Nachtclubs tanzte, ein Angebot, mit einem Freund ihre erste Hardcoreszene zu drehen. Aufgrund ihres Aussehens folgten bald weitere Filme wie Coffee Devil, Fever in Ibiza, Nachos Rides Again, Kidx, Sexual Harness in Ibiza oder The Gift. Neben Fotoaufnahmen in Hardcoremagazinen wie Private, Forward Edge und SIE7E war sie auch in den Tuning-Automobilmagazinen Top Tuning, Tuners und Maxituning zu sehen. Derzeit lebt sie in Madrid. 
Zeta war laut IAFD zwischen 2006 und 2014 in 32 Produktionen als Darstellerin tätig. In gut 65 Prozent der Fälle waren die Szenen dem Genre "Anal" zuzuordnen. Im Jahr 2006 wurde sie beim „Festival Internacional de Cinema Eròtic de Barcelona“ mit einem FICEB Award als beste Nebendarstellerin im Film „The Gift“ von Roberto Valtuena ausgezeichnet. Sie drehte Filme für Private Media Group, Evil Angel und IFG. 2013 beendete sie ihre Karriere als Pornodarstellerin.
Zeta spricht Spanisch und Englisch.

## Auszeichnungen
- 2006: FICEB Award Ninfa Prize – Best Spanish Supporting Actress – The Gift